# Windows Live Web Messenger
Windows Live Web Messenger fue una versión basada en la web de Windows Live Messenger desarrollado por Microsoft que permitía que los usuarios enviar mensajes instantáneos en línea y en tiempo real con otros mediante .NET Messenger Service desde dentro de un navegador web. El servicio permite a los usuarios sin privilegios administrativos en su equipo, como en un ordenador público compartido, para conversar con otros en su lista de contactos de Messenger sin tener que instalar al cliente de Windows Live Messenger.
El 30 de octubre de 2008, Microsoft descontinuó la versión beta de Windows Live Web Messenger y lo integró a los servicios Hotmail y Contactos.

## Historia
MSN Web Messenger en primer lugar se lanzó en agosto de 2004. En la lista de contactos para los usuarios de MSN Messenger, el estado de un contacto mediante Web messenger es que mostrará uno como un globo, o añadiendo la palabra (Web) después del nombre, según la versión de MSN Messenger utilizado. Web de MSN Messenger oficialmente se interrumpió en 30 de junio de 2009.
En septiembre de 2007, Microsoft empezó a desarrollar una nueva versión del servicio denominado Windows Live Web Messenger. Esta versión fue lanzada a evaluadores interno y no estaba disponible al público. Windows Live Web Messenger destacados de la interfaz de usuario de Windows Live 2.0, mensaje personal del Estado y funcionalidades de la imagen de visualización integrados y permite las conversaciones con fichas en un "conversación de espacio de trabajo". Windows Live Web Messenger oficialmente se interrumpió el 30 de octubre de 2008 y sus capacidades se integraron en Windows Live Hotmail y Windows Live Contactos. Sin embargo muchas funcionalidades en la versión beta de Windows Live Web Messenger, tales como las conversaciones con fichas, no está disponibles en la versión de Windows Live Contactos y Hotmail.
Hubo otros servicios de diversas localidades (por ejemplo, China, Taiwán y Singapur), que también fueron titulados a Windows Live Web Messenger, sin embargo estas versiones fueron solo una implementación de Windows Live Messenger Web Toolkit.